# Scharfes Kahlfruchtmoos
Das Scharfe Kahlfruchtmoos (Porella arboris-vitae) ist eine Lebermoos-Art aus der Familie Porellaceae.

## Merkmale
Die kräftigen Pflanzen sind braun bis schwarzgrün, metallisch glänzend, einfach bis zweifach gefiedert und haben einen scharfen, pfefferartigen Geschmack. Die zweilappigen Blätter liegen dicht aufeinander. Der Oberlappen ist konvex, eiförmig und zugespitzt, das Spitzchen nach unten gekrümmt. Der Unterlappen läuft nicht am Stämmchen herab und ist ringsherum grob gewimpert. Die Laminazellen sind in der Blattmitte 22 bis 32 Mikrometer groß, die Zellecken sind deutlich verdickt. Jede Zelle enthält 15 bis 20 Ölkörper, diese sind kugelig bis eiförmig und zirka 2 bis 3 Mikrometer groß. Die am Stämmchen herablaufenden Unterblätter sind so wie die Blattunterlappen grob gewimpert. Weibliche Gametangienstände sind nicht selten vorhanden, jedoch sind in Mitteleuropa noch keine entwickelten Perianthien und Sporogone beobachtet worden.

## Standortansprüche
Die Art wächst in montanen Höhenlagen in schattigen, luftfeuchten, relativ warmen Lagen auf kalk- oder basenreichem Gestein und besiedelt hier gerne stark geneigte und vertikale Flächen. Seltener ist sie epiphytisch an Laubbäumen (besonders Bergahorn) zu finden.

## Verbreitung
In Deutschland kommt die Art in den Mittelgebirgen zerstreut vor, in Österreich ist sie zerstreut oder selten, nirgends häufig. Auch die Vorkommen in der Schweiz kann man als zerstreut bezeichnen.
Weltweit werden Vorkommen für West-, Süd- und Zentraleuropa, für Makaronesien, die Türkei, den Kaukasus, für Ostasien und Nordafrika angegeben.